# Claus Hjort Frederiksen

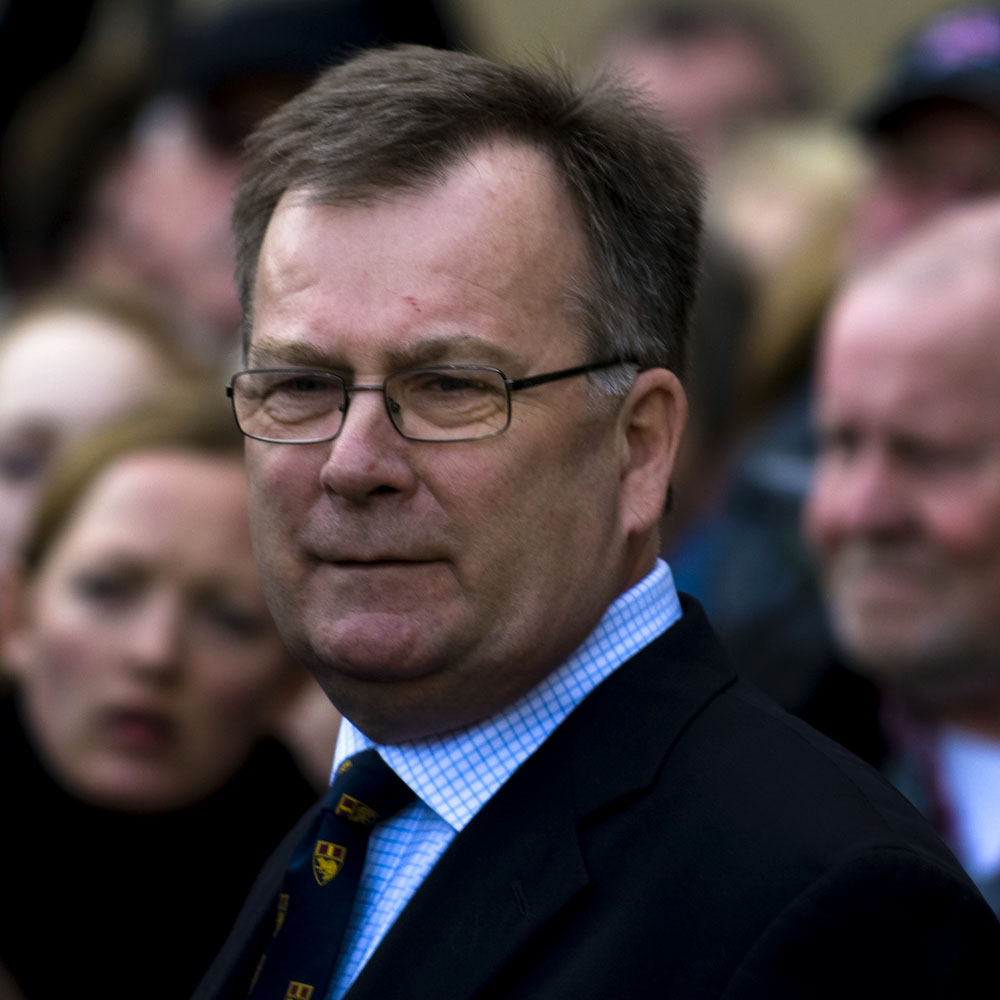
Claus Hjort Frederiksen (2009)

Claus Hjort Frederiksen (* 4. September 1947) ist ein dänischer Politiker der Partei Venstre und war in der Regierung Lars Løkke Rasmussen III Verteidigungsminister.
Claus Hjort Frederiksen schloss die Schule 1966 und ein Studium der Rechtswissenschaften 1972 ab. Ab 1973 arbeitete er im Sekretariat der Partei Venstre und für das Landwirtschaftsministerium. Von 1985 bis 2001 war er Generalsekretär seiner Partei. Seit dem 13. November 2007 ist Frederiksen Abgeordneter des Folketing, davor saß er zwei Jahre im Rat von Kopenhagen.
Vom 27. November 2001 bis 7. April 2009 gehörte Frederiksen als Arbeitsminister zu den Kabinetten Fogh Rasmussen I, II und III. Bereits in der Regierung Lars Løkke Rasmussen I bekleidete er das Amt des Finanzministers vom 7. April 2009 bis zum 3. Oktober 2011, am 28. Juni 2015 übernahm er das Amt in der Regierung Lars Løkke Rasmussen II erneut.
Im Januar 2022 wurde bekannt, dass er zusammen mit dem ehemaligen Chef des Geheimdienstes wegen der Weitergabe von Staatsgeheimnissen angeklagt und festgenommen wurde.